# Майдан-Боровський-Первши
Майдан-Боровський-Первши (пол. Majdan Borowski Pierwszy) — село в Польщі, у гміні Рудник Красноставського повіту Люблінського воєводства.
Населення — 60 осіб (2011).
У 1975-1998 роках село належало до Замойського воєводства.

## Демографія
Демографічна структура станом на 31 березня 2011 року:
|          | Загалом | Допрацездатний вік | Працездатний вік | Постпрацездатний вік |
| -------- | ------- | ------------------ | ---------------- | -------------------- |
| Чоловіки | 33      | 4                  | 20               | 9                    |
| Жінки    | 27      | 6                  | 9                | 12                   |
| Разом    | 60      | 10                 | 29               | 21                   |